# Galeria d'escuts d'estats sobirans
A continuació es mostra una galeria d'escuts d'estats sobirans ordenats segons estat per ordre alfabètic.

## A

Emblema de l'Afganistan
Escut d'Albània
Escut d'Alemanya
Emblema d'Algèria
Escut d'Andorra
Escut d'Angola
Escut d'Antigua i Barbuda
Escut de l'Aràbia Saudita
Escut de l'Argentina
Escut d'Armènia
Escut d'Austràlia
Escut d'Àustria
Escut de l'Azerbaidjan

## B

Escut de les Bahames
Escut de Bahrain
Escut de Bangladesh
Escut de Barbados
Escut de Bèlgica
Escut de Belize
Escut de Benín
Escut de Bhutan
Escut de Belarús
Escut de Bolívia
Escut de Bòsnia i Hercegovina
Escut de Botswana
Escut del Brasil
Escut de Brunei
Escut de Bulgària
Escut de Burkina Faso
Escut de Burundi

## C

Escut de Cambodja
Escut del Camerun
Escut del Canadà
Escut de Cap Verd
Escut de la República Centreafricana
Escut de Colòmbia
Escut de les Comores
Escut de la República del Congo
Escut de la República Democràtica del Congo
Escut de Corea del Nord
Escut de Corea del Sud
Escut de la Costa d'Ivori
Escut de Costa Rica
Escut de Croàcia
Escut de Cuba

## D

Escut de Dinamarca
Escut de Djibouti
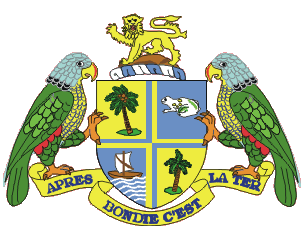
Escut de Dominica
Escut de la República Dominicana

## E

Escut d'Egipte
Escut del Salvador
Escut dels Emirats Àrabs Units
Escut de l'Equador
Escut d'Eritrea
Escut d'Eslovàquia
Escut d'Eslovènia
Escut d'Espanya
Escut dels Estats Units
Escut d'Estònia
Escut d'Etiòpia

## F

Escut de Fiji
Escut de les Filipines
Escut de Finlàndia
Escut de França

## G

Escut del Gabon
Escut de Gàmbia
Escut de Geòrgia
Escut de Ghana
Escut de Grècia
Escut de Grenada
Escut de Guatemala
Escut de Guinea
Escut de Guinea Bissau
Escut de la Guinea Equatorial
Escut de Guyana

## H

Escut d'Haití
Escut d'Hondures
Escut d'Hongria

## I

Escut del Iemen
Escut de l'Índia
Escut d'Indonèsia
Escut de l'Iran
Escut de l'Iraq
Escut d'Irlanda
Escut d'Islàndia
Escut d'Israel
Escut d'Itàlia

## J

Escut de Jamaica
Escut del Japó
Escut de Jordània

## K

Escut del Kazakhstan
Escut de Kenya
Escut del Kirguizstan
Escut de Kiribati
Escut de Kuwait

## L

Escut de Laos
Escut de Lesotho
Escut de Letònia
Escut del Líban
Escut de Libèria
Escut de Líbia
Escut de Liechtenstein
Escut de Lituània

## M

Escut de Macedònia del Nord
Escut de Madagascar
Escut de Malàisia
Escut de Malawi
Escut de les Maldives
Escut de Mali
Escut de Malta
Escut del Marroc
Escut de les Illes Marshall
Escut de Maurici
Escut de Mauritània
Escut de Mèxic
Escut dels Estats Federats de Micronèsia
Escut de Moçambic
Escut de Moldàvia
Escut de Mònaco
Escut de Mongòlia
Escut de Montenegro
Escut de Myanmar

## N

Escut de Namíbia
Escut de Nauru
Escut del Nepal
Escut de Nicaragua
Escut del Níger
Escut de Nigèria
Escut de Noruega
Escut de Nova Zelanda

## O

Escut d'Oman

## P

Escut dels Països Baixos
Escut del Pakistan
Escut de Palau
Escut del Panamà
Escut de Papua Nova Guinea
Escut del Paraguai
Escut del Perú
Escut de Polònia
Escut de Portugal

## Q

Escut de Qatar

## R

Escut del Regne Unit de la Gran Bretanya i Irlanda del Nord
Escut de Romania
Escut de Rússia
Escut de Ruanda

## S

Escut de Saint Kitts i Nevis
Escut de Saint Lucia
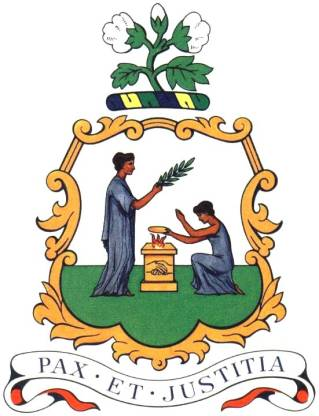
Escut de Saint Vincent i les Grenadines
Escut de Salomó
Escut de Samoa
Escut de San Marino
Escut de São Tomé i Príncipe
Escut del Senegal
Escut de Sèrbia
Escut de les Seychelles
Escut de Sierra Leone
Escut de Singapur
Escut de Síria
Escut de Somàlia
Escut de Sri Lanka
Escut de Sud-àfrica
Escut del Sudan
Escut del Sudan del Sud
Escut de Suècia
Escut de Suïssa
Escut de Surinam
Escut de Swazilàndia

## T

Escut del Tadjikistan
Escut de Tailàndia
Escut de Tanzània
Escut del Timor Oriental
Escut de Togo
Escut de Tonga
Escut de Trinitat i Tobago
Escut de Tunísia
Escut del Turkmenistan
Escut de Turquia
Escut de Tuvalu
Escut del Txad
Escut de la República Txeca

## U

Escut d'Ucraïna
Escut d'Uganda
Escut de l'Uruguai
Escut de l'Uzbekistan

## V

Escut de Vanuatu
Escut del Vaticà
Escut de Veneçuela
Escut del Vietnam

## X

Escut de Xile
Escut de la República Popular de la Xina

## Z

Escut de Zàmbia
Escut de Zimbabwe

## Estats que no tenen un reconeixement internacional general ni són membres de les Nacions Unides

Emblema de l'Abkhàzia
Stemma di Cipro del Nord
Escut de Kosovo
Emblema de l'Ossezia del Sud
Escut de Palestina
Escut de la República Àrab Sahrauí Democràtica
Emblema del Somaliland
Escut de Taiwan
Emblema de la Transinistria